# 桃園捷運紅線先導公車
桃園捷運紅線先導公車，為桃園捷運紅線（臺鐵都會區捷運化桃園段高架化計畫）之捷運先導公車路線，由桃園客運營運，2014年8月1日闢駛。
目前配有八輛專用彩繪公車，加上由與之路線完全重疊的桃園客運/中壢客運1路路線支援營運，行駛於桃園車站與中壢車站間。

## 路線基本資料
目前先導公車行駛路線與桃園客運1路路線重疊。

### 停站
根據公車塗裝，重點停站為：桃園公車站–武陵高中–桃園醫院–內壢火車站–台灣拉鍊–中壢公車站。
目前實際停站則同1路客運。
| 论 编 | 桃園捷運紅線先導公車路線（桃園公車站 ↔ 中壢公車站） |  |
| |                                                     |  |
| 桃園公車站（← 桃園郵局 ←）→ 成功路 → 關帝廟 → 中山路口 → 景福宮 - 中山路 - 中山南華街口 - 中山三民路口 - 中山育樂街口 - 桃園縣政府 - 土地改革館 - 桃園法院 - 中山中平路口 - 中山國小 - （←新名人賞） - 武陵高中 - 宏太社區 （← 輝煌世紀） - 茄苳溪 - 明光社區 - 中華路 - 高城社區 - 龍祥里 - 龍壽街口 - 桃園醫院 - 漁管處 - 內壢 - 內壢火車站 - 上內壢 - 日月光公司 - 自立新村 - 內壢國中 - 中壢工業區 - 中原 - 台灣拉鍊 - 中壢簡易庭 - 中壢聯合辦公大樓 - 新街 - 中壢監理站 （← 中美路口 ← 新生路 ← 永珍 ← 第一市場 ← 第一銀行）→ 延平路中山路口 → 中壢公車站（返程往第一銀行） |                                                     |  |
| → 僅去程停靠， ← 僅回程停靠， ─ 雙邊停靠 緩衝區：中壢工業區—高城社區 |                                                     |  |

### 收費方式
- 本路線為兩段收費路線，單段票價：
  - 全票：新台幣18元
  - 半票：新台幣9元
- 緩衝區：中壢工業區—高城社區

## 爭議
網友認為本路線與1路客運路線完全重疊，加上時值2014年直轄市長選舉，宣傳效果大於實質意義。

## 圖片

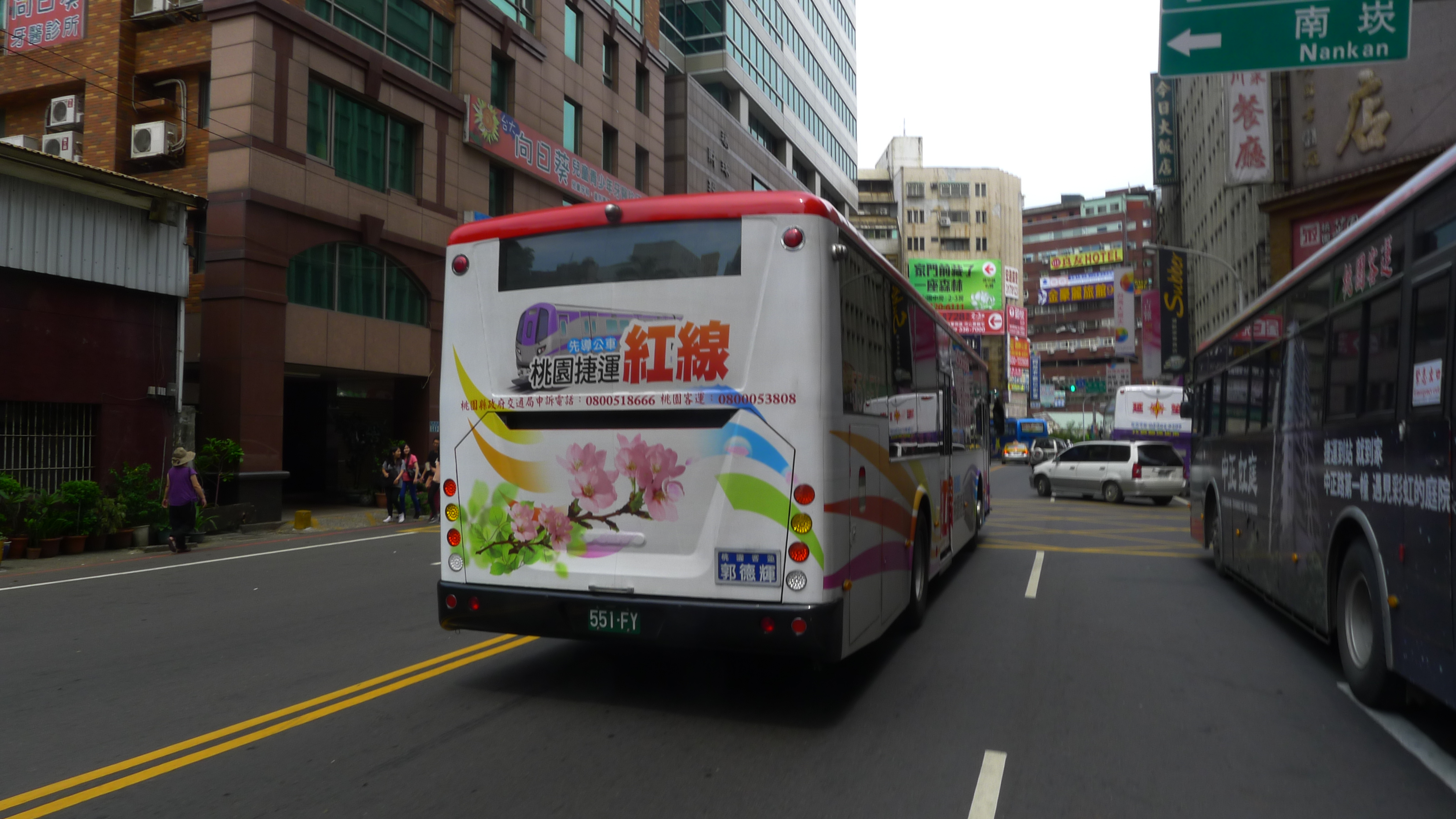
後側塗裝
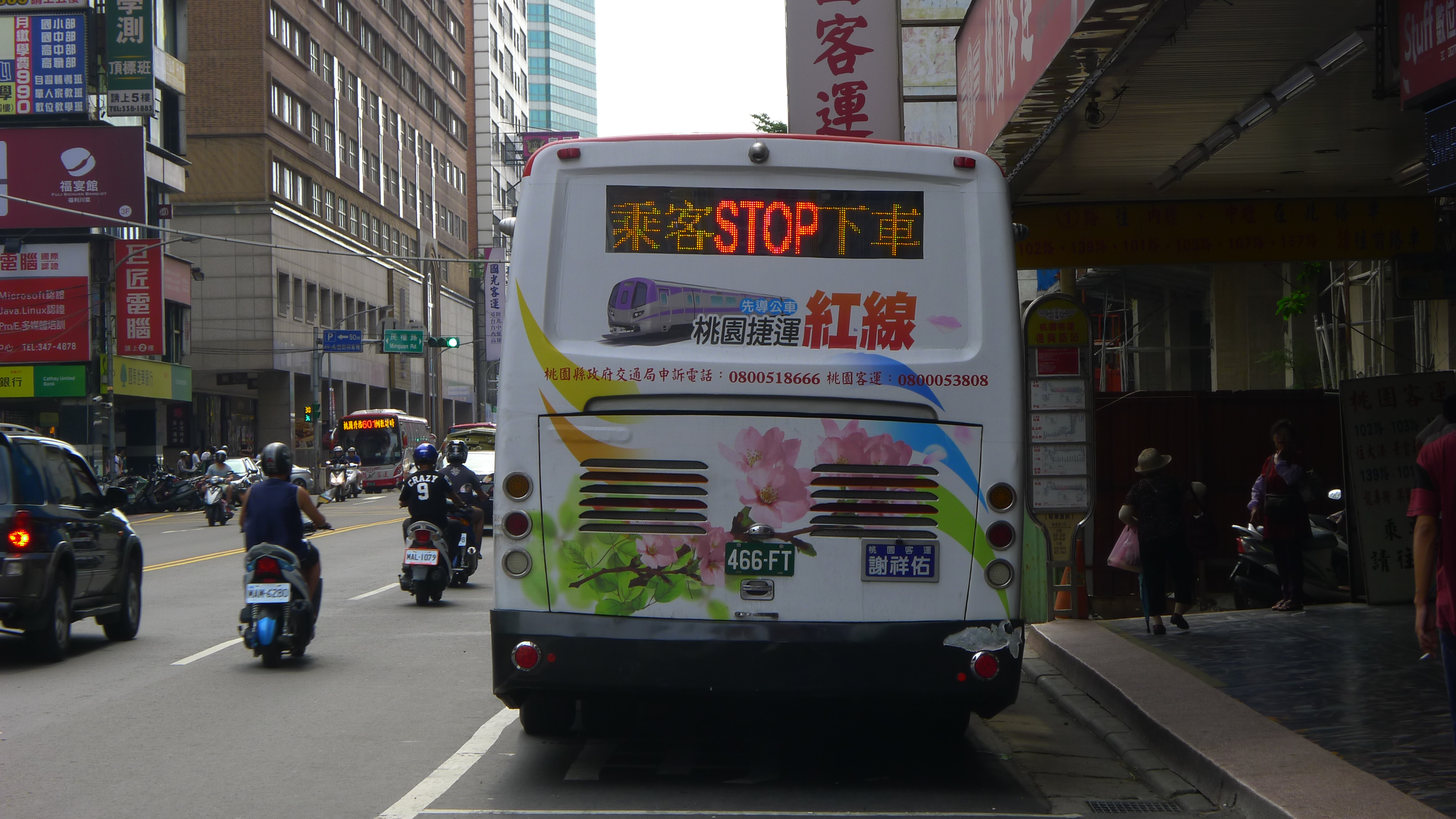
正後方塗裝
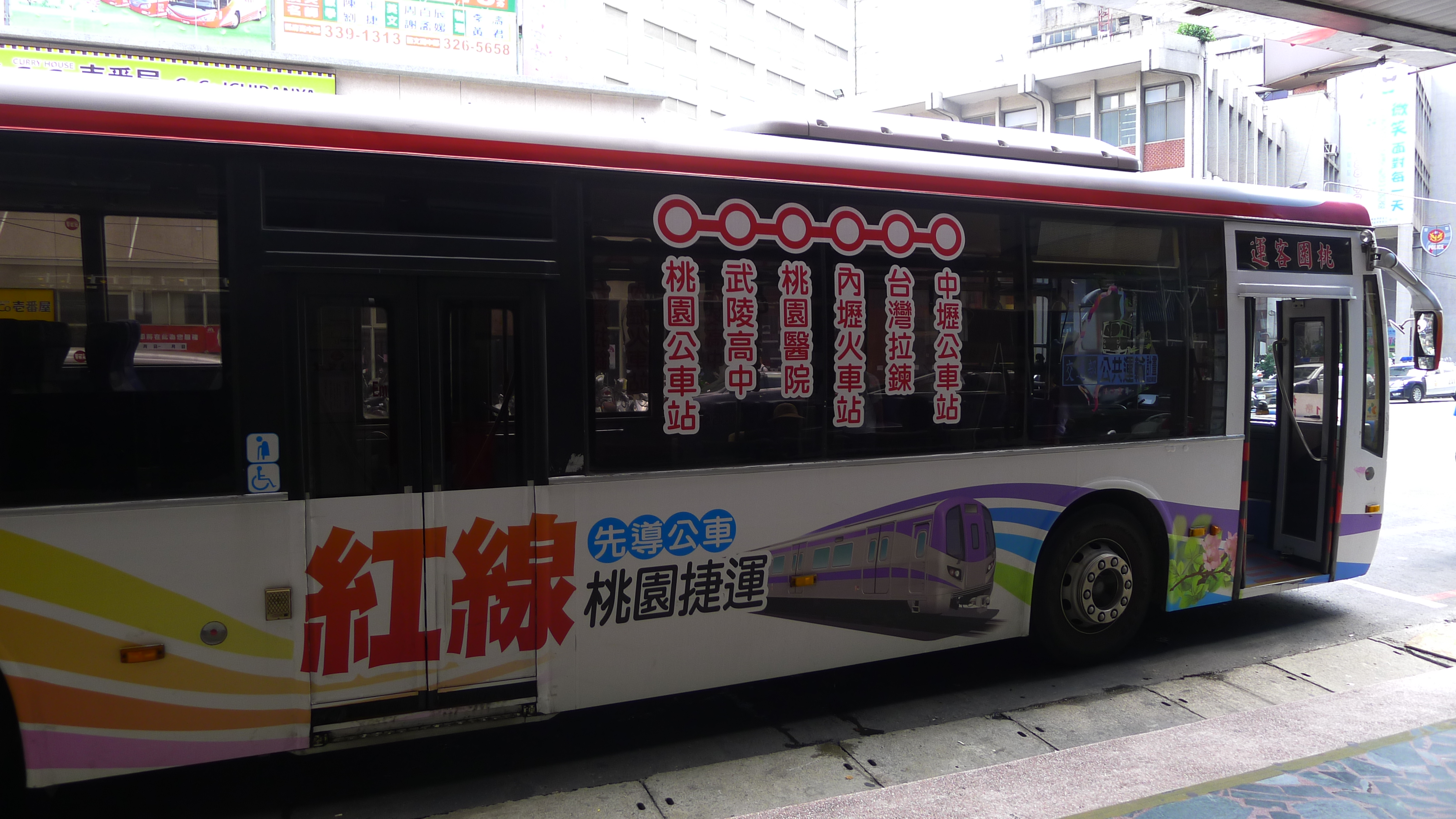
側面塗裝